# Problème du premier monde
 (janvier 2020).
Un problème du premier monde (en anglais : First World problem) est un terme informel pour désigner certains problèmes du premier monde pouvant être perçus comme dérisoires. Cette approche peut parfois être utilisée dans le cadre d'un raisonnement fallacieux quand on compare ce type de problème avec ceux plus sérieux que rencontrent certains pays en développement.
Le terme est ajouté au Oxford Dictionary Online (en) en novembre 2012 et au Macquarie Dictionary Online (en) en décembre 2012. 
Le terme en anglais apparaît d'abord en 1979 dans l'ouvrage Built Environment (G. K. Payne) et gagne en popularité comme mème Internet à partir de 2005, en particulier sur Twitter.

## Exemples
Quelques exemples de problèmes du premier monde : 
- Accès internet lent ;
- Difficultés de trouver certains produits en boutique ;
- Les fruits n'ont plus de goût ;
- La télécommande du téléviseur ne fonctionne pas ;
- Mauvaise couverture réseau pour le mobile ;
- Batterie du mobile faible ;
- Égarer ses écouteurs sans fil.
- Le Touch ID ne reconnaît plus mes empreintes digitales.